# Labastide-Saint-Sernin
Labastide-Saint-Sernin – miejscowość i gmina we Francji, w regionie Oksytania, w departamencie Górna Garonna.
Według danych na rok 1990 gminę zamieszkiwało 1208 osób, a gęstość zaludnienia wynosiła 243 osób/km² (wśród 3020 gmin regionu Midi-Pireneje Labastide-Saint-Sernin plasuje się na 288. miejscu pod względem liczby ludności, natomiast pod względem powierzchni na miejscu 1488.).

## Zabytki

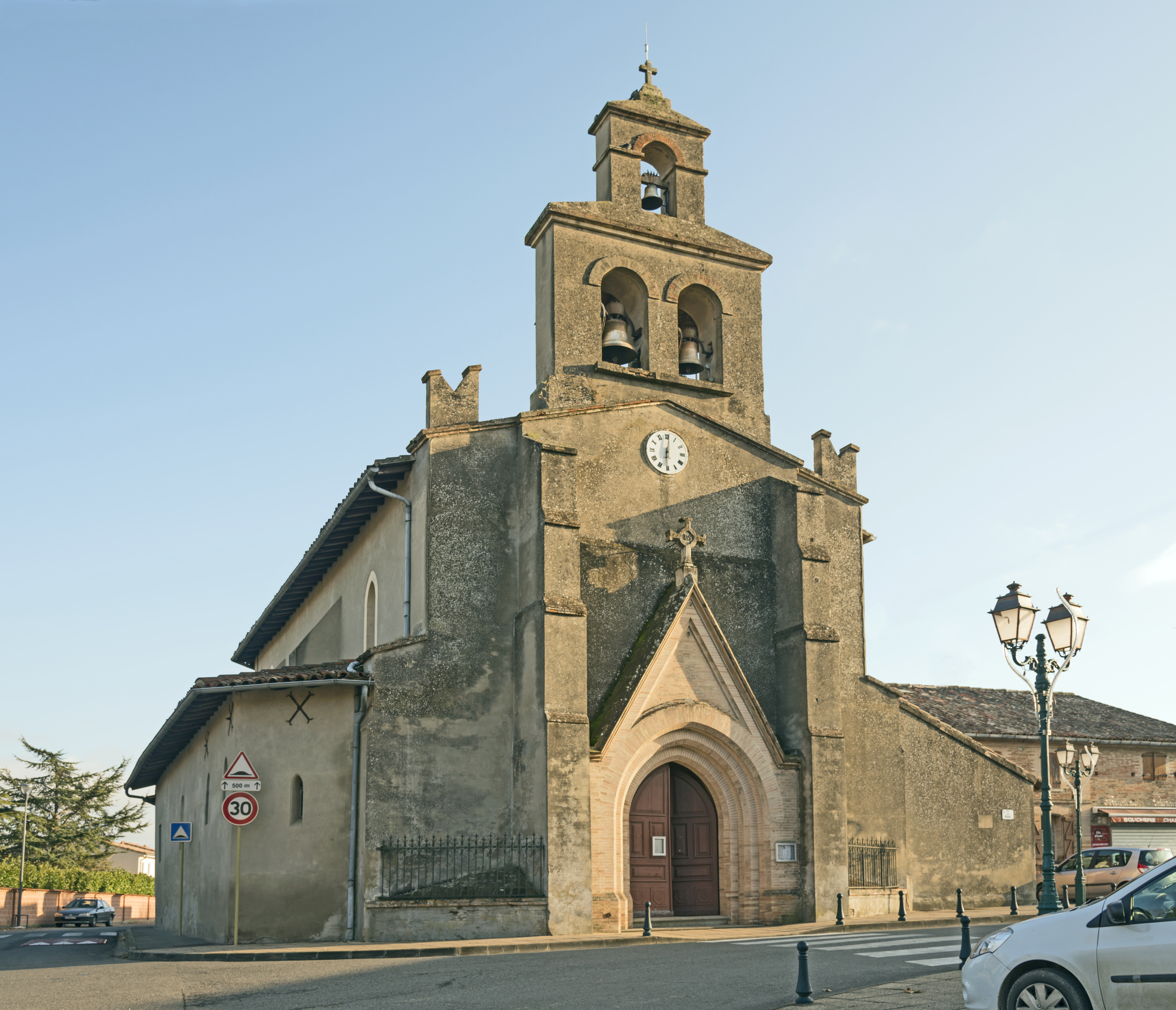
Kościół.
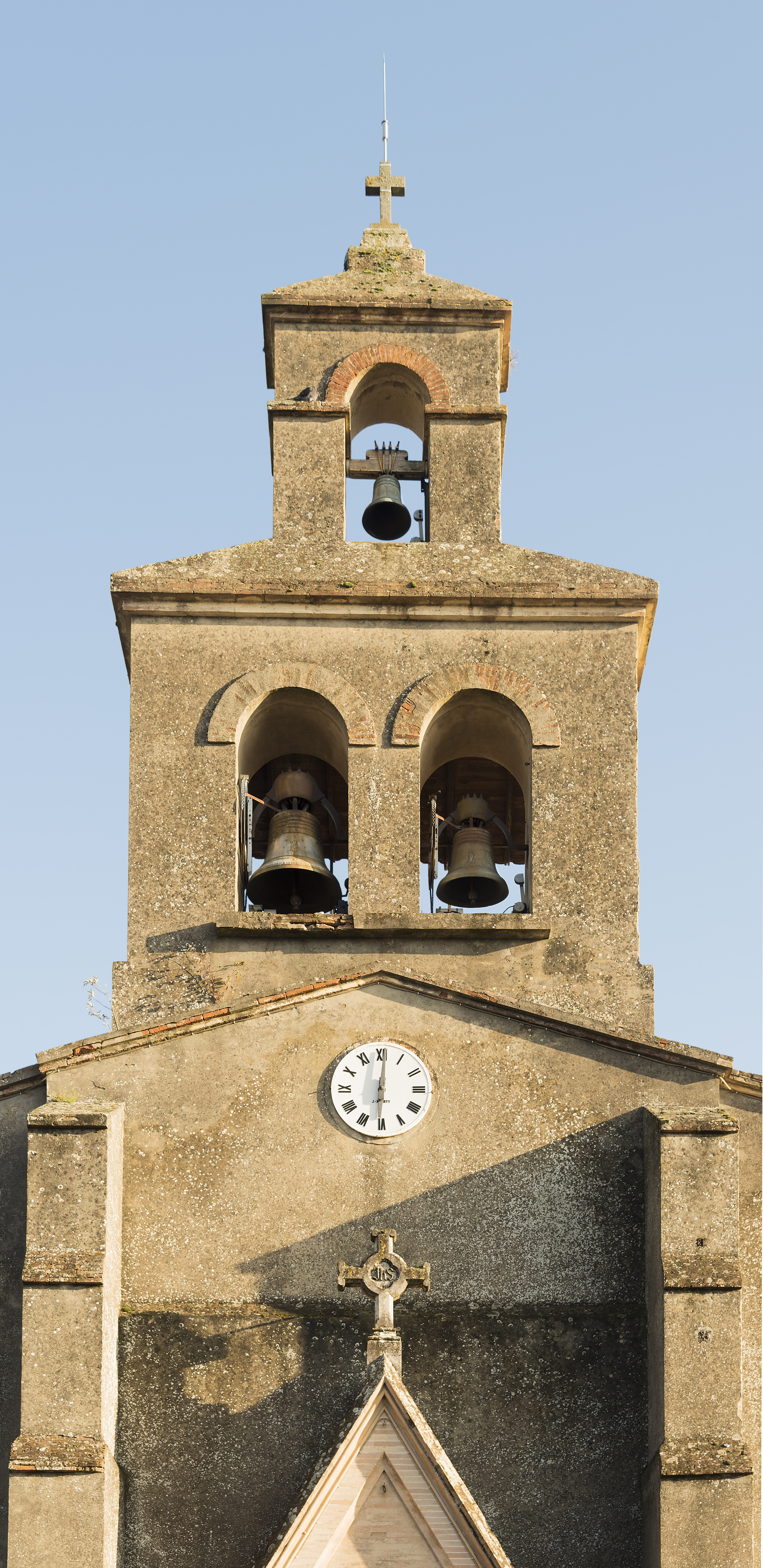
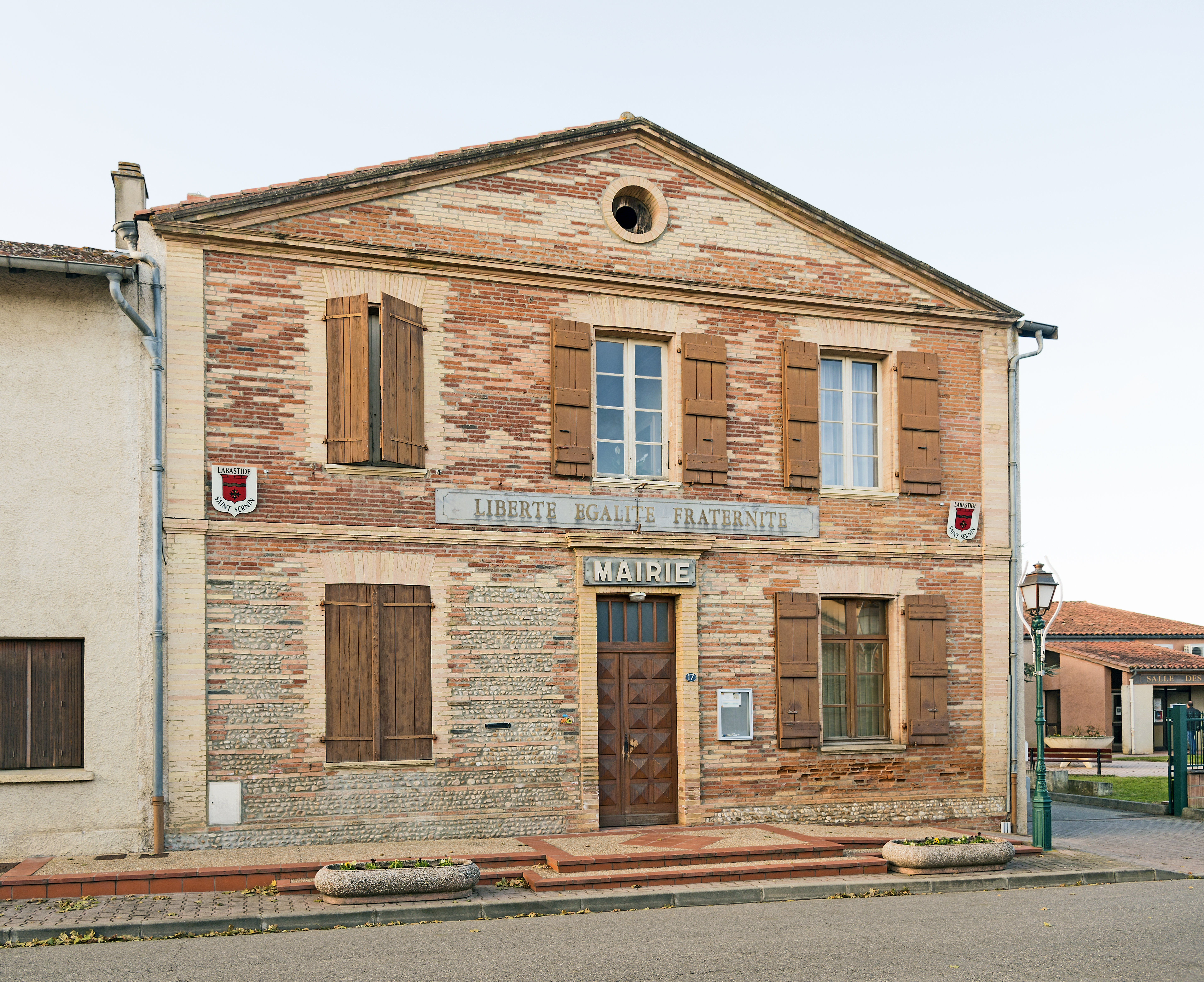
Ratusz.